# بركنان العليا (بزنجان)
بركنان العلیا (بالفارسية: برکنان علیا) هي قرية تقع في إيران في قسم بزنجان الريفي. يقدر عدد سكانها بـ 261 نسمة بحسب إحصاء 2016.